# 卡萨斯德米良
卡萨斯德米良，是西班牙埃斯特雷马杜拉卡塞雷斯省的一个市镇。总面积153平方公里，总人口753人（2001年），人口密度5人/平方公里。